# Индия на летних Паралимпийских играх 2020
Индия на летних Паралимпийских играх 2020 года в Токио, проходивших с 24 августа по 5 сентября 2021 года, была представлена 54 спортсменами 9 видах.
Индийские спортсмены участвовали во всех летних Паралимпийских играх с 1984 года, хотя официально дебютировали на летних Паралимпийских играх 1968 года. В Токио индийская сборная показала самый успешный результат в истории, выиграв 5 золотых, 8 серебряных и 6 бронзовых медалей (всего 19). Ранее на всех Паралимпийских играх вместе взятых индийцы в общей сложности завоевали 12 медалей.
Бхавина Патель выиграла первую паралимпийскую медаль Индии в соревнованиях по настольному теннису. Стрелок Авани Лекхара стала первой индийской спортсменкой, выигравшей медаль в стрельбе на Паралимпийских играх. Она также стала первой индийской женщиной, завоевавшей золотую медаль на Паралимпийских играх, а также стала первой индийской женщиной, которая стала многократным призёром Игр. Другой стрелок Сингхрадж Адхана выиграл две медали — серебро в пистолете с 50 метров в классе SH1 и бронзу в категории пневматический пистолет с 10 метров (SH1).
Лучник Харвиндер Сингх стал первым индийцем, завоевавшим медаль в стрельбе из лука на Паралимпийских играх. Он выиграл бронзовую медаль в индивидуальном первенстве. Индийский метатель диска Винод Кумар лишился медали в категории F52 после того, как его по состоянию здоровья признали не соответствующим своему классу. Знаменосцем должен был стать Марияппан Тхангавелу, но из-за карантина флаг нёс Тек Чанд.

## Медалисты
| Медаль  | Спортсмен                | Вид спорта        | Дисциплина                                      | Дата       |
| ------- | ------------------------ | ----------------- | ----------------------------------------------- | ---------- |
| Золото  | Авани Лекхара            | Стрельба          | Пневматическая винтовка, 10 м, SH1              | 30 августа |
| Золото  | Сумит Антил              | Лёгкая атлетика   | Метание копья, F64                              | 30 августа |
| Золото  | Маниш Нарвал             | Стрельба          | Пистолет, 50 м, SH1                             | 4 сентября |
| Золото  | Прамод Бхагат            | Бадминтон         | Одиночный разряд, SL3                           | 4 сентября |
| Золото  | Кришна Нагар             | Бадминтон         | Одиночный разряд, SH6                           | 5 сентября |
| Серебро | Бхавина Патель           | Настольный теннис | Индивидуальное первенство, C4                   | 29 августа |
| Серебро | Нишад Кумар              | Лёгкая атлетика   | Прыжок в высоту, T47                            | 29 августа |
| Серебро | Йогеш Катхуния           | Лёгкая атлетика   | Метание диска, F56                              | 30 августа |
| Серебро | Девендра Джаджхария      | Лёгкая атлетика   | Метание копья, F46                              | 30 августа |
| Серебро | Марияппан Тхангавелу     | Лёгкая атлетика   | Прыжок в высоту, T63                            | 31 августа |
| Серебро | Правин Кумар             | Лёгкая атлетика   | Прыжок в высоту, T64                            | 3 сентября |
| Серебро | Сингхрадж Адхана         | Стрельба          | Пистолет, 50 м, SH1                             | 4 сентября |
| Серебро | Сухас Лалинакере Ятирадж | Бадминтон         | Одиночный разряд, SL4                           | 5 сентября |
| Бронза  | Сундар Сингх Гурджар     | Лёгкая атлетика   | Метание копья, F46                              | 30 августа |
| Бронза  | Сингхрадж Адхана         | Стрельба          | Пневматический пистолет, 10 м, SH1              | 31 августа |
| Бронза  | Шарад Кумар              | Лёгкая атлетика   | Прыжок в высоту, T63                            | 31 августа |
| Бронза  | Авани Лекхара            | Стрельба          | Винтовка, 50 м, стрельба из трёх положений, SH1 | 3 сентября |
| Бронза  | Харвиндер Сингх          | Стрельба из лука  | Индивидуальное первенство, открытый класс       | 3 сентября |
| Бронза  | Манодж Саркар            | Бадминтон         | Одиночный разряд, SL3                           | 4 сентября |

### Медали в порядке завоевания
| Номер | Медаль  | Имя                      | Дата       |
| ----- | ------- | ------------------------ | ---------- |
| 1     | Серебро | Нишад Кумар              | 29 августа |
| 2     | Серебро | Бхавина Патель           | 29 августа |
| 3     | Золото  | Авани Лекхара            | 30 августа |
| 4     | Серебро | Йогеш Катхуния           | 30 августа |
| 5     | Серебро | Девендра Джаджхария      | 30 августа |
| 6     | Бронза  | Сундар Сингх Гурджар     | 30 августа |
| 7     | Золото  | Сумит Антил              | 30 августа |
| 8     | Бронза  | Сингхрадж Адхана         | 31 августа |
| 9     | Серебро | Марияппан Тхангавелу     | 31 августа |
| 10    | Бронза  | Шарад Кумар              | 31 августа |
| 11    | Серебро | Правин Кумар             | 3 сентября |
| 12    | Бронза  | Авани Лекхара            | 3 сентября |
| 13    | Бронза  | Харвиндер Сингх          | 3 сентября |
| 14    | Золото  | Маниш Нарвал             | 4 сентября |
| 15    | Серебро | Сингхрадж Адхана         | 4 сентября |
| 16    | Золото  | Прамод Бхагат            | 4 сентября |
| 17    | Бронза  | Манодж Саркар            | 4 сентября |
| 18    | Серебро | Сухас Лалинакере Ятирадж | 5 сентября |
| 19    | Золото  | Кришна Нагар             | 5 сентября |

### Медали по видам спорта и полу
| Вид спорта        | 1 | 2 | 3 | Всего |
| Стрельба из лука  | 0 | 0 | 1 | 1     |
| Лёгкая атлетика   | 1 | 5 | 2 | 8     |
| Бадминтон         | 2 | 1 | 1 | 4     |
| Стрельба          | 2 | 1 | 2 | 5     |
| Настольный теннис | 0 | 1 | 0 | 1     |
| Всего             | 5 | 8 | 6 | 19    |

| Медали по полу | Медали по полу | Медали по полу | Медали по полу | Медали по полу | Медали по полу |
| -------------- | -------------- | -------------- | -------------- | -------------- | -------------- |
| Пол            | 1              | 2              | 3              | Всего          |                |
| Мужчины        | 4              | 7              | 5              | 16             |                |
| Женщины        | 1              | 1              | 1              | 3              |                |
| Всего          | 5              | 8              | 6              | 19             |                |

### Медали по дням
| День  | Дата       | 1 | 2 | 3 | Всего |
| 5     | 29 августа | 0 | 2 | 0 | 2     |
| 6     | 30 августа | 2 | 2 | 1 | 5     |
| 7     | 31 августа | 0 | 1 | 2 | 3     |
| 10    | 3 сентября | 0 | 1 | 2 | 3     |
| 11    | 4 сентября | 2 | 1 | 1 | 4     |
| 12    | 5 сентября | 1 | 1 | 0 | 2     |
| Всего | Всего      | 5 | 8 | 6 | 19    |

## Представители по видам спорта
В этом году Индия отправила самый большой контингент за все время.
| Спорт             | Мужчины | Женщины | Всего | Дисциплины | Дисциплины | Дисциплины | Дисциплины |
| Спорт             | Мужчины | Женщины | Всего | Мужчины    | Женщины    | Микст      | Всего      |
| ----------------- | ------- | ------- | ----- | ---------- | ---------- | ---------- | ---------- |
| Бадминтон         | 5       | 2       | 7     | 3          | 3          | 1          | 7          |
| Лёгкая атлетика   | 20      | 4       | 24    | 13         | 3          | 0          | 16         |
| Настольный теннис | 0       | 2       | 2     | 0          | 3          | 0          | 3          |
| Параканоэ         | 0       | 1       | 1     | 0          | 1          | 0          | 1          |
| Пауэрлифтинг      | 1       | 1       | 2     | 1          | 1          | 0          | 2          |
| Плавание          | 2       | 0       | 2     | 3          | 0          | 0          | 3          |
| Стрельба          | 8       | 2       | 10    | 3          | 3          | 4          | 10         |
| Стрельба из лука  | 4       | 1       | 5     | 2          | 1          | 1          | 4          |
| Тхэквондо         | 0       | 1       | 1     | 0          | 1          | 0          | 1          |
| Общий             | 40      | 14      | 54    | 25         | 16         | 6          | 47         |

## Виды спорта

### Бадминтон
Бадминтон дебютирует на Паралимпийских играх. Спортсмены квалифицировались на Игры по рейтингу или двустороннему приглашению.
Мужчины
| Спортсмен                | Дисциплина                     | Групповой этап                          | Групповой этап                        | Групповой этап                     | Групповой этап | Полуфинал                               | Финал / Матч за бронзу                  | Финал / Матч за бронзу |
| Спортсмен                | Дисциплина                     | Соперник                                | Соперник                              | Соперник                           | Место          | Соперник                                | Соперник                                | Место                  |
| ------------------------ | ------------------------------ | --------------------------------------- | ------------------------------------- | ---------------------------------- | -------------- | --------------------------------------- | --------------------------------------- | ---------------------- |
| Прамод Бхагат            | Мужчины, одиночный разряд, SL3 | Саркар (IND) W 2-1 (21-10, 21-23, 21-9) | Чирков (UKR) W 2-0 (21-12, 21-9)      | н/д                                | 1 Q            | Фудзихара (JPN) W 2-0 (21-11, 21-16)    | Бетел (GBR) W 2-0 (21-14, 21-17)        | 1                      |
| Манодж Сакар             | Мужчины, одиночный разряд, SL3 | Бхагат (IND) L 1-2 (10-21, 23-21, 9-21) | Чирков (UKR) W 2-0 (21-16, 21-9)      | н/д                                | 2 Q            | Бетел (GBR) L 0-2 (8-21, 10-21)         | Фудзихара (JPN) W 2-0 (22-20, 21-13)    | 3                      |
| Тарун Дхиллон            | Мужчины, одиночный разряд, SL4 | Теамарром (THA) W 2-0 (21-7, 21-13)     | Шин (KOR) W 2-1 (21-18, 15-21, 21-17) | Сетиаван (INA) L 0-2 (19-21, 9-21) | 2 Q            | Мазур (FRA) L 1-2 (16-21, 21-16, 18-21) | Сетиаван (INA) L 0-2 (17-21, 11-21)     | 4                      |
| Сухас Лалинакере Ятирадж | Мужчины, одиночный разряд, SL4 | Потт (GER) W 2-0 (21-9, 21-3)           | Сусанто (INA) W 2-0 (21-6, 21-12)     | Мазур (FRA) L 0-2 (15-21, 17-21)   | 2 Q            | Сетиаван (INA) W 2-0 (21-9, 21-15)      | Мазур (FRA) L 1-2 (21-15, 17-21, 15-21) | 2                      |
| Кришна Нагар             | Мужчины, одиночный разряд, SH6 | Таресох (MAS) W 2-0 (22-20, 21-10)      | Таварес (BRA) W 2-0 (21-17, 21-14)    | н/д                                | 1 Q            | Кумбс (GBR) W 2-0 (21-10, 21-11)        | Чу (HKG) W 2-1 (21-17, 16-21, 21-17)    | 1                      |

Женщины
| Спортсмен                | Дисциплина                      | Групповой этап                    | Групповой этап                            | Групповой этап | Четвертьфинал                      | Полуфинал | Финал / Матч за бронзу | Финал / Матч за бронзу |
| Спортсмен                | Дисциплина                      | Соперник                          | Соперник                                  | Место          | Соперник                           | Соперник  | Соперник               | Место                  |
| ------------------------ | ------------------------------- | --------------------------------- | ----------------------------------------- | -------------- | ---------------------------------- | --------- | ---------------------- | ---------------------- |
| Паруль Пармар            | Женщины, одиночный разряд, SL4  | Чэн (CHN) L 0-2 (8-21, 2-21)      | Зайберт (GER) L 1-2 (21-23, 21-19, 15-21) | 3              | н/д                                | не прошли | не прошли              | не прошли              |
| Палак Кохли              | Женщины, одиночный разряд, SU5  | Судзуки (JPN) L 0-2 (4-21, 7-21)  | Баглар (TUR) W 2-0 (21-12, 21-18)         | 2 Q            | Камэяма (JPN) L 0-2 (11-21, 15-21) | не прошли | не прошли              | не прошли              |
| Паруль ПармарПалак Кохли | Женщины, парный разряд, SL3-SU5 | Чэн / Ма (CHN) L 0-2 (7-21, 5-21) | Морин / Ноэль (FRA) L 0-2 (12-21, 20-22)  | 3              | н/д                                | не прошли | не прошли              | не прошли              |

Микст
| Спортсмен                 | Дисциплина               | Групповой этап                     | Групповой этап                | Групповой этап | Полуфинал                     | Финал / Матч за бронзу      | Финал / Матч за бронзу |
| Спортсмен                 | Дисциплина               | Соперник                           | Соперник                      | Место          | Соперник                      | Соперник                    | Место                  |
| ------------------------- | ------------------------ | ---------------------------------- | ----------------------------- | -------------- | ----------------------------- | --------------------------- | ---------------------- |
| Прамод Бхагат Палак Кохли | Парный разряд, SL3 — SU5 | Франция L 1-2 (9-21, 21-15, 19-21) | Таиланд Вт 2-0 (21-15, 21-19) | 2 Q            | Индонезия L 0-2 (3-21, 15-21) | Япония L 0-2 (21-23, 19-21) | 4                      |

### Легкая атлетика
Попавшие в четвёрку на чемпионате мира по паралимпийской лёгкой атлетике 2019 года в Дубае получали прямые путёвки на Игры. Также получали право участия по итогам квалификационного рейтинга и дополнительным отбором.
Индия обеспечила себе квалификацию через чемпионат мира и в мировом рейтинге.
Паралимпийский комитет Индии объявил окончательный список спортсменов после завершения отборочных соревнований, проходивших в Нью-Дели.

#### Мужчины
Технические дисциплины
| Спортсмен            | Дисциплина          | Финал     | Финал |
| Спортсмен            | Дисциплина          | Результат | Место |
| -------------------- | ------------------- | --------- | ----- |
| Амит Кумар Сароха    | Метание кегли F51   | 27.77 SB  | 5     |
| Дхарамбир Наин       | Метание кегли F51   | 25.59 SB  | 8     |
| Винод Кумар          | Метание диска F52   | DNS       | -     |
| Йогеш Катхуния       | Метание диска F56   | 44.38 SB  | 2     |
| Нишад Кумар          | Прыжок в высоту T47 | 2.06 AR   | 2     |
| Рам Пал              | Прыжок в высоту T47 | 1,94      | 5     |
| Марияппан Тангавелу  | Прыжок в высоту T63 | 1.86 SB   | 2     |
| Шарад Кумар          | Прыжок в высоту T63 | 1.83 SB   | 3     |
| Варун Сингх Бхати    | Прыжок в высоту T63 | 1,77 SB   | 7     |
| Правин Кумар         | Прыжок в высоту T64 | 2.07 AR   | 2     |
| Навдип Сингх         | Метание копья F41   | 40,80     | 4     |
| Сундар Сингх Гурджар | Метание копья F46   | 64.01 SB  | 3     |
| Аджит Сингх          | Метание копья F46   | 56,15     | 8     |
| Девендра Джаджхария  | Метание копья F46   | 64,35 PB  | 2     |
| Ранджит Бхати        | Метание копья F57   | NM        | -     |
| Сандип Чаудхари      | Метание копья F64   | 62.20 SB  | 4     |
| Сумит Антил          | Метание копья F64   | 68,55 WR  | 1     |
| Арвинд Малик         | Толкание ядра F35   | 13,48     | 7     |
| Соман Рана           | Толкание ядра F57   | 13,81     | 4     |
| Тек Чанд             | Толкание ядра F55   | 9,04      | 8     |

#### Женщины
Беговые дисциплины
| Спортсмен    | Дисциплина | Предварительный раунд | Предварительный раунд | Финал     | Финал     |
| Спортсмен    | Дисциплина | Результат             | Место                 | Результат | Место     |
| ------------ | ---------- | --------------------- | --------------------- | --------- | --------- |
| Симран Шарма | 100 м T13  | 12.69 SB              | 5                     | не прошла | не прошла |

Технические дисциплины
| Спортсмен         | Дисциплина        | Финал     | Финал |
| Спортсмен         | Дисциплина        | Результат | Место |
| ----------------- | ----------------- | --------- | ----- |
| Кашиш Лакра       | Метание кегли F51 | 12.66 SB  | 6     |
| Экта Бхьян        | Метание кегли F51 | 8.38 SB   | 8     |
| Бхагьяшри Джадхав | Толкание ядра F34 | 7.00 PB   | 7     |

### Настольный теннис
Индия заявила двух спортсменов для участия в соревнованиях по настольному теннису на Играх. Бхавина Патель и Сонал Патель прошли квалификацию по рейтингу.
| Спортсмен                   | Дисциплина                             | Групповой этап      | Групповой этап       | Групповой этап | 1/8 финала              | Четвертьфинал     | Полуфинал            | Финал               | Финал     |
| Спортсмен                   | Дисциплина                             | Соперник            | Соперник             | Место          | Соперник                | Соперник          | Соперник             | Соперник            | Место     |
| --------------------------- | -------------------------------------- | ------------------- | -------------------- | -------------- | ----------------------- | ----------------- | -------------------- | ------------------- | --------- |
| Сонал Патель                | Женщины, индивидуальное первенство, C3 | Ли Цянь (CHN) L 2-3 | Ли Ми Гю (KOR) L 1-3 | 3              | не прошла               | не прошла         | не прошла            | не прошла           | не прошла |
| Бхавина Патель              | Женщины, индивидуальное первенство, C4 | Чжоу Ин (CHN) L 0-3 | Шеклтон (GBR) W 3-1  | 2 Q            | де Оливейра (BRA) W 3-0 | Перич (SRB) W 3-0 | Чжан Мяо (CHN) W 3-2 | Чжоу Ин (CHN) L 0-3 | 2         |
| Сонал Патель Бхавина Патель | Команда, C4-5                          | н/д                 | н/д                  | н/д            | н/д                     | Китай L 0-2       | не прошли            | не прошли           | не прошли |

### Параканоэ
Прачхи Ядав стала первым в истории Индии паралимпийцем-каноистом. Она получила квоту после того, как заняла 8-е место в чемпионате мира 2019.
| Спортсмен   | Дисциплина   | Предварительный раунд | Предварительный раунд | Полуфинал | Полуфинал | Финал    | Финал |
| Спортсмен   | Дисциплина   | Время                 | Место                 | Время     | Место     | Время    | Место |
| ----------- | ------------ | --------------------- | --------------------- | --------- | --------- | -------- | ----- |
| Прачхи Ядав | Женщины, VL2 | 1.11,098              | 4 SF                  | 1.07,397  | 3 Q       | 1.07,329 | 8     |

### Пауэрлифтинг
Сакина Хатун и Джайдип Десвал получили двустороннее приглашение. Сакина стала первой спортсменкой в этом спорте от Индии. Хотя это вторые Паралимпийские игры Джайдипа в пауэрлифтинге, он также представлял страну на Играх 2012 года в лёгкой атлетике.
| Спортсмен      | Дисциплина        | Результат | Место |
| -------------- | ----------------- | --------- | ----- |
| Джайдип Десвал | Мужчины, до 65 кг | -         | -     |
| Сакина Хатун   | Женщины, до 50 кг | 93        | 5     |

### Плавание
Один индийский пловец получил прямую путёвку. Им стал Суяш Джадхав. Позже Ниранджан Мукундан получил двухстороннее приглашение.
| Спортсмен          | Дисциплина                   | Предварительный раунд | Предварительный раунд | Финал     | Финал     |
| Спортсмен          | Дисциплина                   | Время                 | Место                 | Время     | Место     |
| ------------------ | ---------------------------- | --------------------- | --------------------- | --------- | --------- |
| Ниранджан Мукундан | Мужчины, 50 м баттерфляй, S7 | 33,82                 | 6                     | не прошёл | не прошёл |
| Суяш Джадхав       | Мужчины, 50 м баттерфляй, S7 | 32,36                 | 5                     | не прошёл | не прошёл |
| Суяш Джадхав       | Мужчины, 100 м брасс, SB7    | N/A                   | N/A                   | DSQ       | -         |
| Суяш Джадхав       | Мужчины, 200 м комплекс, SM7 | DNS                   | DNS                   | не прошёл | не прошёл |

### Стрельба
Индийские стрелки получили квоты по результатам на чемпионате мира 2018 года, Кубкам мира в Шатору, Аль-Айне и Сиднее в 2019 году.
Маниш Нарвал и Дипендер Сингх стали первыми индийскими стрелками, прошедшими квалификацию на Паралимпийские игры. Они выиграли золотую и серебряную медали на Кубке мира в 2018 году в Шатору. Позже прошёл квалификацию Сингхрадж в соревновании в стрельбе из пистоле. Авани Лекхара стала первой женщиной-стрелком из Индии, которая обеспечила себе место на Паралимпийских играх. Сваруп Махавир Унхалкар получил ещё одну квоту по итогам Кубка мира в Сиднее в стрельбе из винтовки. Позже Сиддхартха Бабу также получил квоту на том же турнире. Дипак Сайни, Рахул Джакахар, Акаш и Рубина Фрэнсис получили места по итогам Кубка мира в Лиме.
Паралимпийский комитет Индии 8 июля 2021 года объявил о составе индийской команды из 10 человек для участия на Играх в Токио 2021 года.

#### Мужчины
| Спортсмен               | Дисциплина                                      | Квалификация | Квалификация | Финал     | Финал     |
| Спортсмен               | Дисциплина                                      | Очки         | Место        | Очки      | Место     |
| ----------------------- | ----------------------------------------------- | ------------ | ------------ | --------- | --------- |
| Маниш Нарвал            | Пневматический пистолет, 10 м, SH1              | 575          | 1 Q          | 135,8     | 7         |
| Дипиндер Сингх          | Пневматический пистолет, 10 м, SH1              | 560          | 10           | не прошёл | не прошёл |
| Сингхрадж Адхана        | Пневматический пистолет, 10 м, SH1              | 569          | 6 Q          | 216,8     | 3         |
| Сваруп Махавир Унхалкар | Пневматическая винтовка, 10 м, SH1              | 615,2        | 7 Q          | 203,9     | 4         |
| Дипак Сайни             | Пневматическая винтовка, 10 м, SH1              | 592,6        | 20           | не прошёл | не прошёл |
| Дипак Сайни             | Пистолет, стрельба из трёх положений, 50 м, SH1 | 1114         | 18           | не прошёл | не прошёл |

#### Женщины
| Спортсмен      | Дисциплина                                | Квалификация | Квалификация | Финал          | Финал |
| Спортсмен      | Дисциплина                                | Очки         | Место        | Очки           | Место |
| -------------- | ----------------------------------------- | ------------ | ------------ | -------------- | ----- |
| Рубина Фрэнсис | Пневматический пистолет, 10 м, SH1        | 560          | 7 Q          | 128,5          | 7     |
| Авани Лехара   | Пневматическая винтовка, 10 м, SH1        | 621,7        | 7 Q          | 249,6 EWR / PR | 1     |
| Авани Лехара   | Винтовка, стрельба из трёх положений, SH1 | 1176         | 2 Q          | 445,9          | 3     |

#### Открытая категория
| Спортсмен        | Дисциплина                                           | Квалификация | Квалификация | Финал     | Финал     |
| Спортсмен        | Дисциплина                                           | Очки         | Место        | Очки      | Место     |
| ---------------- | ---------------------------------------------------- | ------------ | ------------ | --------- | --------- |
| Рахул Джахар     | Пистолет, 25 м, SH1                                  | 576-14x      | 2 Q          | 12        | 5         |
| Акаш             | Пистолет, 25 м, SH1                                  | 551-11x      | 20           | не прошёл | не прошёл |
| Маниш Нарвал     | Пистолет, 50 м, SH1                                  | 533-7x       | 7 Q          | 218,2 PR  | 1         |
| Сингхрадж Адхана | Пистолет, 50 м, SH1                                  | 536-4x       | 4 Q          | 216,7     | 2         |
| Акаш             | Пистолет, 50 м, SH1                                  | 507-3x       | 27           | не прошли | не прошли |
| Дипак Сайни      | Пневматическая винтовка из положения лёжа, 10 м, SH1 | 624,9        | 43           | не прошли | не прошли |
| Сидхартха Бабу   | Пневматическая винтовка из положения лёжа, 10 м, SH1 | 625,5        | 40           | не прошли | не прошли |
| Авани Лекхара    | Пневматическая винтовка из положения лёжа, 10 м, SH1 | 629,7        | 27           | не прошли | не прошли |
| Авани Лекхара    | Винтовка из положения лёжа, 50 м, SH1                | 612          | 28           | не прошли | не прошли |
| Дипак Сайни      | Винтовка из положения лёжа, 50 м, SH1                | 602,2        | 46           | не прошли | не прошли |
| Сидхартха Бабу   | Винтовка из положения лёжа, 50 м, SH1                | 617,2        | 9            | не прошли | не прошли |

### Стрельба из лука
Индийские лучники получили квоты на Паралимпиаду по итогам чемпионата мира по паралимпийской стрельбе из лука 2019 года.
Харвиндер Сингх и Вивек Чикара стали первыми мужчинами-лучниками из страны, прошедшими квалификацию для участия в Играх после того, как достигли 1/8 финала на чемпионате мира. Ракеш Кумар и Шьям Сундар Свами также прошли квалификацию по итогам чемпионата мира. Джоти Балиян получила приглашение от Двусторонней комиссии для участия в турнире.

#### Мужчины
| Спортсмен         | Дисциплина                          | Рейтинговый раунд | Рейтинговый раунд | 1/16 финала              | 1/8 финала               | Четвертьфинал          | Полуфинал         | Финал                  | Финал |
| Спортсмен         | Дисциплина                          | Результат         | Место             | Соперник                 | Соперник                 | Соперник               | Соперник          | Соперник               | Место |
| ----------------- | ----------------------------------- | ----------------- | ----------------- | ------------------------ | ------------------------ | ---------------------- | ----------------- | ---------------------- | ----- |
| Харвиндер Сингх   | Олимпийский лук, открытая категория | 600               | 21                | Травизани (ITA) W 6-5    | Цырендоржиев (RPC) W 6-5 | Шаршевский (GER) W 6-2 | Матер (USA) L 4-6 | Ким Мин Су (KOR) W 6-5 | 3     |
| Вивек Чикара      | Олимпийский лук, открытая категория | 609               | 10                | Мегахамулеа (SRI) W 6-2  | Филлипс (GBR) L 3-7      | не прошёл              | не прошёл         | не прошёл              | 9     |
| Ракеш Кумар       | Блочный лук, открытая категория     | 699               | 3                 | Нгай (HKG) W 144—131     | Маречак (SVK) W 140—137  | Ай (CHN) L 143—145     | не прошёл         | не прошёл              | 5     |
| Шьям Сундар Свами | Блочный лук, открытая категория     | 682               | 21                | Шульцман (USA) L 139—142 | не прошёл                | не прошёл              | не прошёл         | не прошёл              | 17    |

#### Женщины
| Спортсмен    | Дисциплина                      | Рейтинговый раунд | Рейтинговый раунд | 1/16 финала             | 1/8 финала | Четвертьфинал | Полуфинал | Финал     | Финал |
| Спортсмен    | Дисциплина                      | Результат         | Место             | Соперник                | Соперник   | Соперник      | Соперник  | Соперник  | Место |
| ------------ | ------------------------------- | ----------------- | ----------------- | ----------------------- | ---------- | ------------- | --------- | --------- | ----- |
| Джоти Балиян | Блочный лук, открытая категория | 671               | 15                | Леонард (IRL) W 137—141 | не прошла  | не прошла     | не прошла | не прошла | 17    |

#### Микст
| Спортсмен                | Дисциплина                      | Рейтинговый раунд | Рейтинговый раунд | 1/8 финала        | Четвертьфинал    | Полуфинал | Финал     | Финал |
| Спортсмен                | Дисциплина                      | Результат         | Место             | Соперник          | Соперник         | Соперник  | Соперник  | Место |
| ------------------------ | ------------------------------- | ----------------- | ----------------- | ----------------- | ---------------- | --------- | --------- | ----- |
| Джоти Балиян Ракеш Кумар | Блочный лук, открытая категория | 1370              | 6                 | Таиланд W 147—141 | Турция L 151—153 | не прошли | не прошли | 5     |

### Тхэквондо
От Индии квалифицировался для участия на Паралимпийских играх одна спортсменка — Аруна Танвар. Она получила приглашение двухсторонней комиссии в весовой категории до 49 кг. Аруна снялась перед матчем утешительного раунда из-за травмы.
| Спортсмен    | Дисциплина             | 1/8 финала             | Четвертьфинал          | Полуфинал | Утешительный раунд 1  | Утешительный рануд 2 | Финал / Матч за бронзу | Финал / Матч за бронзу |
| Спортсмен    | Дисциплина             | Соперник               | Соперник               | Соперник  | Соперник              | Соперник             | Соперник               | Место                  |
| ------------ | ---------------------- | ---------------------- | ---------------------- | --------- | --------------------- | -------------------- | ---------------------- | ---------------------- |
| Аруна Танвар | Женщины, до 49 кг, K44 | Йованович (SRB) W 29-9 | Эспиноса (PER) L 21-84 | не прошла | Фаталиева (AZE) L w/o | не прошла            | не прошла              | не прошла              |